# Ulf Rönner
Ulf Rönner, född Nilsson 3 oktober 1946 i Västervik, är en svensk före detta kortdistanslöpare (200 meter och 400 meter). Han tävlade för KA 2 IF.
Rönner vann 2 SM-guld på 400 meter utomhus, 1968 och 1969. Han ingick i det svenska stafettlaget på 4x400 meter som kom på sjunde plats vid OS 1972 och som satte ett svenskt rekord för landslag som fortfarande gäller.

## Karriär
1968 vann Ulf Rönner ett första SM på 400 meter, med 48,0.
1969 tog han ett andra SM-tecken på 400 meter, med 47,5. Den 16 september i Atén noterade han det första inofficiella svenskt rekordet på 400 meter med elektrisk tidtagning, med tiden 46,99. Detta förbättrades 1972 av Anders Faager.
Han deltog också i det svenska stafettlaget på 4x400 meter vid OS i München 1972. I försöksheatet den 9 september tog man sig vidare på nytt svenskt rekord (för landslaget) med 3.03,1. I finalen den 10 september kom man på sjunde plats, åter på nytt rekord, 3.02,57. Deltagare i laget vid bägge tillfällena var Erik Carlgren, Anders Faager, Kenth Öhman och Ulf Rönner.